# Norrlandaorgeln

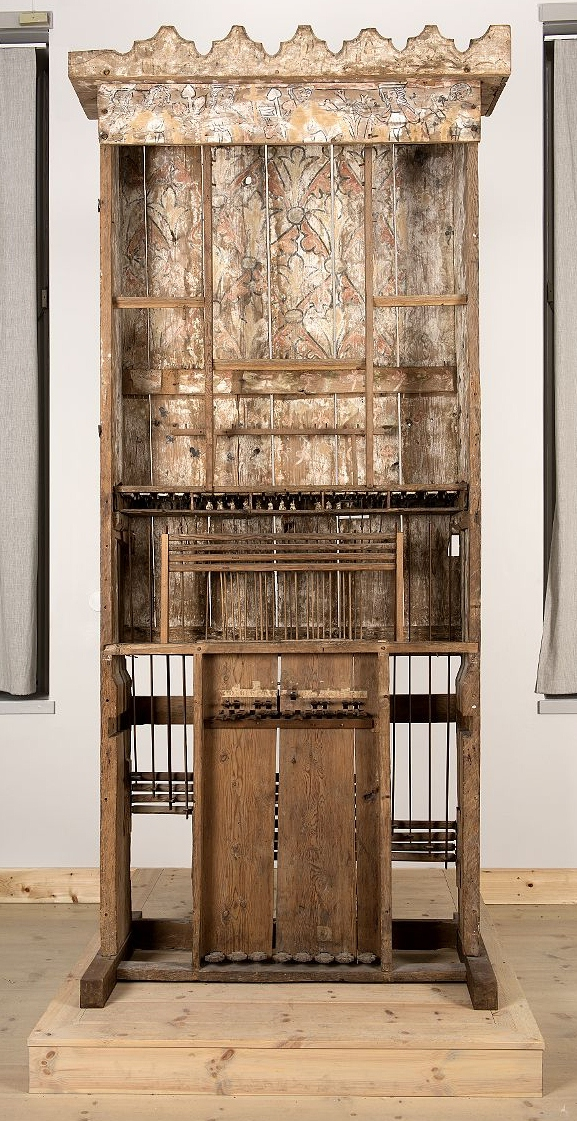
Norrlandaorgeln

Norrlandaorgeln, vars rester idag finns på Statens historiska museum, var tidigare placerad i Norrlanda kyrka på Gotland. Den är tillverkad någon gång mellan 1370 och 1430 och bevarade delar tillhör därmed de äldsta i världen. Orgeln är nästan komplett – endast bälgverk och pipor saknas. Orgelhus, spelmekanik med vällbräda och väderlådor är bevarade.
Orgeln har haft ett omfång om 26 toner. Varje tangent står i förbindelse med en spelventil, vilken gett luft till mellan tre och fem pipor. Även pedalklaviaturen är bevarad. Pedalpiporna stod på ömse sidor om manualpiporna, vilka var diatoniskt uppställda. Detta har alltså varit en mixturorgel utan möjlighet att välja olika registreringar.

## Allmänna källor
- Norrlandaorgeln.
- Bertil Wester: Gotisk resning i svenska orglar, (1936) - Norrlandaorgeln, sid. 132-170
- Hans Hellsten: Instrumentens drottning - Orgelns historia och teknik, Natur & Kultur, Germans musikförlag, Stockholm (2002), ISBN 91-27-09354-9
- Tidskriften Orgelforum 2004, nr 1 sid. 18-22 Medeltida orglar i Sverige, Svenska orgelsällskapet, ISSN 0280-0047